# La Forêt en feu : essais sur la culture et la politique chinoises
La Forêt en feu : essais sur la culture et la politique chinoises est un essai du sinologue  Simon Leys paru en 1983. Les premiers chapitres évoquent la poésie et la peinture chinoises puis Simon Leys dénonce la politique des autorités chinoises.

## Présentation
L'ouvrage de Simon Leys présente « des charges polémiques des analyses de la conjoncture politique et de véritables études sinologiques ». Son amour de la civilisation chinoise s'exprime en corrélation avec son indignation pour la « barbarie d'un régime  » qui la détruit. Simon Leys rapporte l'exécution d'un homme, d'une balle dans la nuque, coupable d'avoir dégradé un portrait de Mao Zedong. C'est sa propre fille, âgée de douze ans, qui a dénoncé le coupable! L'enfant est donnée en exemple par la propagande communiste, son héroïsme est mis en avant. Elle devient une « loyale enfant du Parti ». Simon Leys mentionne que si cette situation génère un scandale en occident, ce n'est rien en comparaison des réactions des Chinois. La piété filiale fait partie de la culture chinoise depuis deux mille cinq cents ans. Simon Leys avance le chiffre de cent millions de Chinois impliqués dans la Révolution culturelle comme participants ou victimes. Il considère que le totalitarisme maoïste a réussi à faire participer les victimes aux crimes de la Révolution. Il n'existe plus de frontière entre la sphère privée et l'espace public. La population chinoise participe à son propre contrôle. Simon Leys évoque Jean Pasqualini ce dernier décrit comment dans le laogai la désintégration psychologique des victimes aboutit à une pleine reconnaissance de leur culpabilité. 
Par ailleurs, il y dénonce les opportunistes proches du pouvoir du maoïste comme l'ambassadeur Étienne Manac'h, l'écrivaine  Han Suyin ou encore l'universitaire Ross Terrill.

## Accueil critique
Amélie Nothomb évoque un « coup de foudre littéraire » quand elle découvre La Forêt en feu, au hasard d'une lecture. Dans les premiers chapitres du livre, Simon Leys présente la poésie et la peinture chinoises puis décrit son indignation politique. Pour Amélie Nothomb : « Simon Leys faisait aimer la forêt d’amour fou avant de raconter son incendie ».
Pour le sinologue Jean-Luc Domenach : « les essais de Simon Leys ont avantage non seulement de rappeler immense enjeu culturel des transformations politiques subies par la Chine mais introduire une réflexion sur la connaissance du régime politique chinois ».

### Apostrophes
Le 27 mai 1983, à la suite de l’invitation du critique littéraire Bernard Pivot, Simon Leys présente son ouvrage La forêt en feu, essais sur la culture et la politique chinoises à l’émission Apostrophes. Il polémique alors avec la maoïste Maria Antonietta Macciocchi, qui vient de publier Deux mille ans de bonheur, déjà auteure de De la Chine. Simon Leys y présente aussi un document sur la mort de Lin Biao,.